# ياكوب كامينسكي
ياكوب كامينسكي (بالبولندية: Jakub Kamiński)‏ هو لاعب كرة قدم بولندي في مركز الهجوم، ولد في 5 يونيو 2002 في رودا شلاسكا في بولندا. لعب مع لخ بوزنان.

## وصلات خارجية
- ياكوب كامينسكي على موقع قاعدة بيانات كرة القدم.إي يو (الإنجليزية)
- ياكوب كامينسكي على موقع ناشيونال فوتبول تيمز (الإنجليزية)
- ياكوب كامينسكي على موقع Soccerbase.com (لاعب) (الإنجليزية)
- ياكوب كامينسكي على موقع Soccerway.com (الإنجليزية)
- ياكوب كامينسكي على موقع عالم كرة القدم.نت (الإنجليزية)